# Cyclamen rohlfsianum
Cyclamen rohlfsianum là một loài thực vật có hoa trong họ Anh thảo. Loài này được Asch. mô tả khoa học đầu tiên năm 1897.

## Hình ảnh

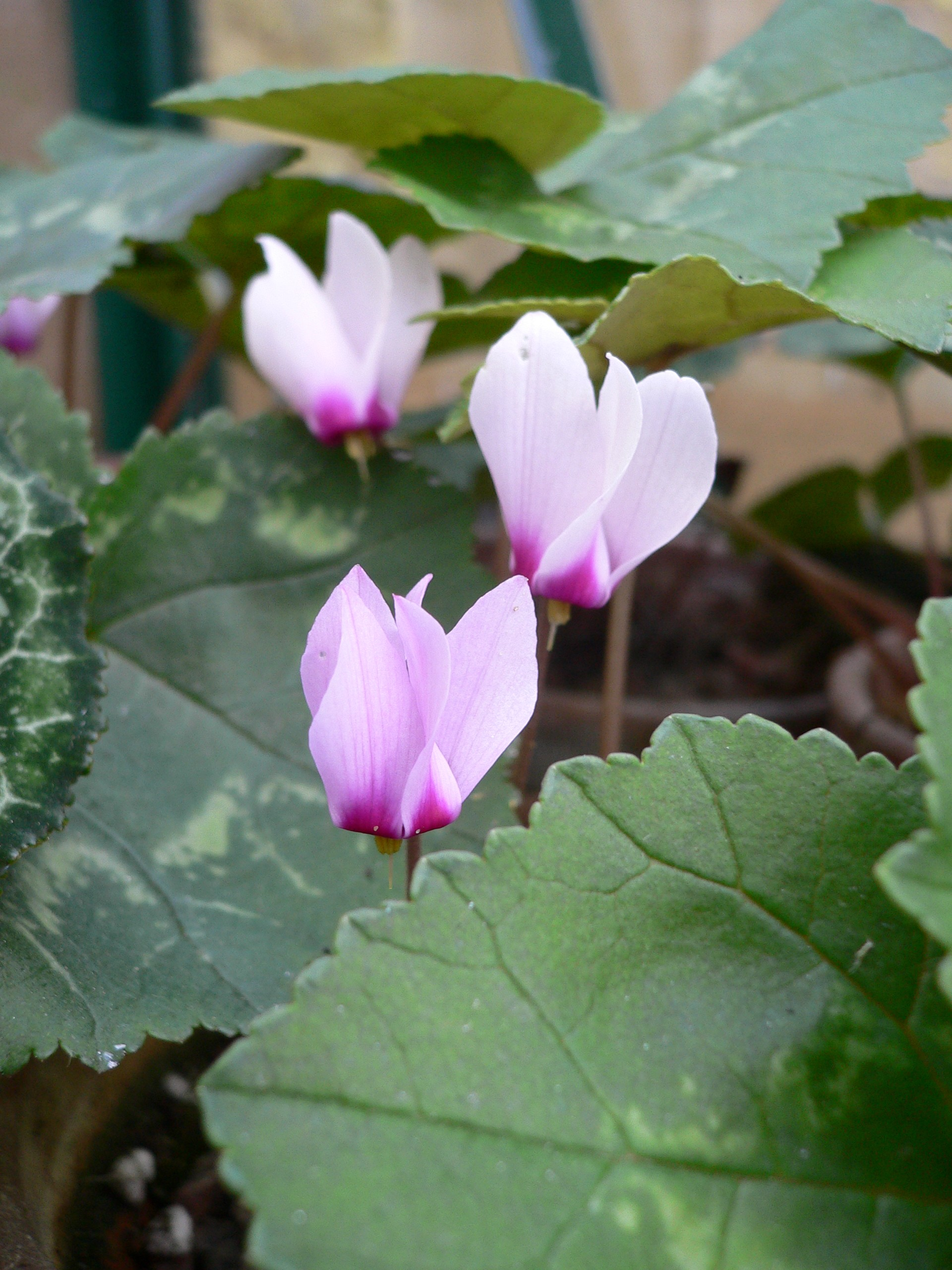
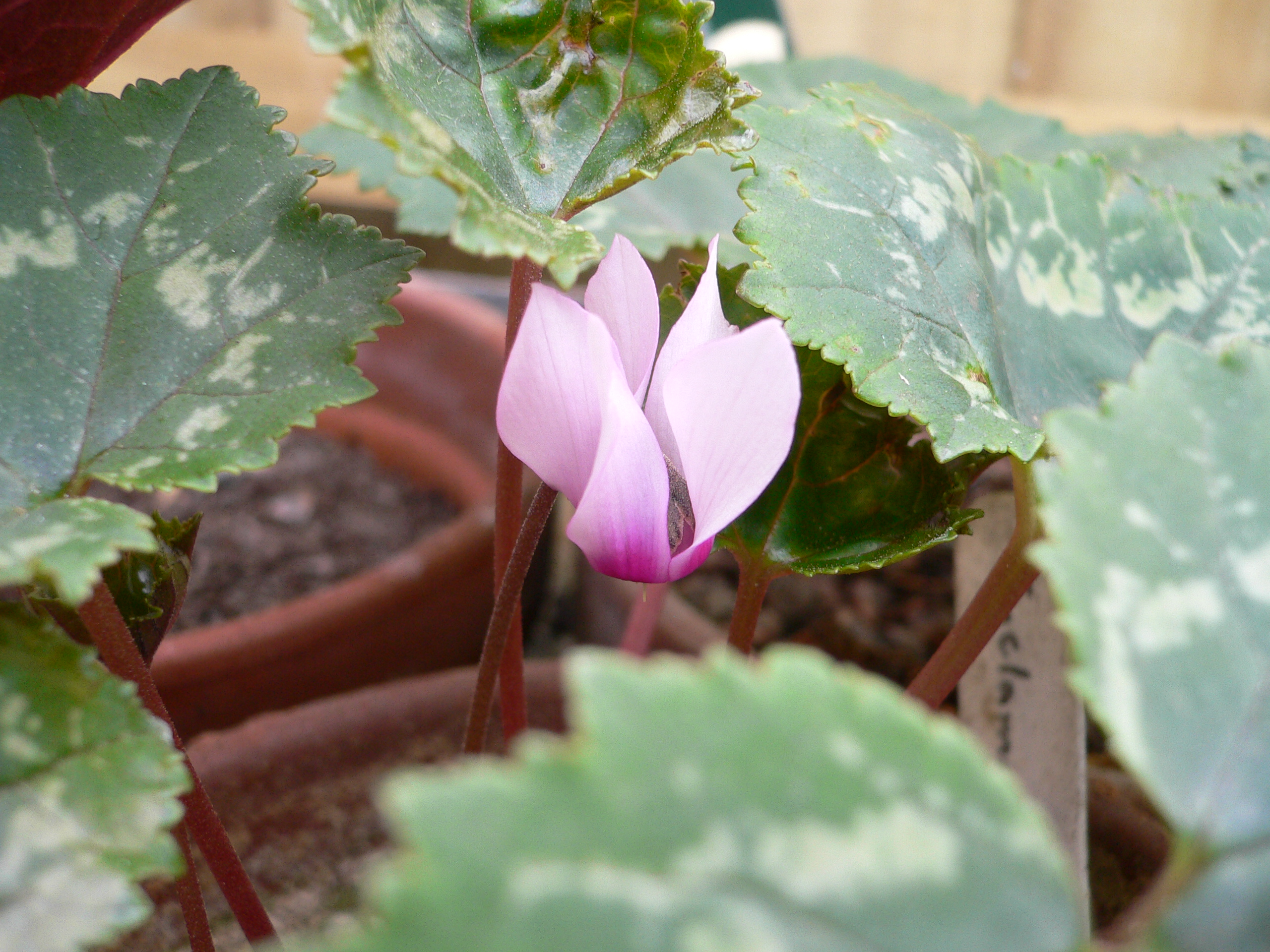